# دي آن (كاتبة)
دي آن (بالصينية: 笛安) (1983، تاي يوان في الصين)؛ روائية صينية. درست في جامعة باريس السوربون.